# 川口典孝
川口 典孝（かわぐち のりたか、1969年 - ）は、日本のアニメーションプロデューサー、実業家。株式会社コミックス・ウェーブ・フィルム代表取締役会長、株式会社美峰非常勤取締役。

## 人物
出向先だったコミックス・ウェーブで出会った新海誠の才能とひたむきさに惚れ込み、大手商社・伊藤忠商事でのキャリアを捨て、多額の借金を背負いながら新海の映画作りを前面的にサポート。マネジメント、作品の制作、宣伝、配給、パッケージ販売などを一挙に手掛け、デビュー当時から2016年公開の『君の名は。』や2019年公開の『天気の子』で国民的な国民的アニメ監督となるまでビジネス面で支え続けた。
コミックス・ウェーブ・フィルム程度の規模の会社では、テレビの仕事を受けて会社を回し始めたら終わりだと思っているので、基本的にテレビ向けの仕事はしないようにしている。テレビアニメを制作するビジネスは非常に厳しく、例えば映画ならフリーのアニメーターと契約する場合に仮に制作期間が1年ならその前後を含めて「1年半の拘束期間の間、月額数十万円払う」という形で契約することもできるが、時間と予算が最優先のテレビアニメではそうはいかない。年々作業内容は増えて物価も上がり続けているのに動画単価などはずっと据え置きのままで、現場で接するテレビ局の社員がいくら優秀で人間的にいい人でも大企業の社員には小さい会社を守るほどの決裁権は与えられておらず、たとえ潰れそうな優秀なスタジオを一定の金額で救えるとしても現場のいち社員の裁量でそんなお金を出すことはできないので救われることもない。そのため、大企業に首根っこを捕まれるような経営をしてはいけないと思っている。その代わりに、テレビの下請けではなく、新海誠をはじめとする自社クリエイターの作品を買ってくれるお客とダイレクトにつながるビジネススタイルを目指している。
オールジャパンできちんと収益を上げられる制作会社を作り上げ、日本のアニメーションの未来を支えていく才能や職人を育てていくことが出来たら本望だと思っている。
伊藤忠では経理部門で2年間働き、決算書の読める人材が少ないエンタメ業界ではその経験が役に立ったという。

## 経歴
1993年、青山学院大学経営学部卒業と同時に伊藤忠商事へ入社。入社2年で新たに立ち上がったコンテンツ事業部に配属される。
1998年に伊藤忠やADKの出資で立ち上げられた漫画家などクリエイターのマネジメント会社コミックス・ウェーブに設立と同時に出向。その後、取締役に就任。
社員のひとりが見つけてきた新海誠のマネジメントを担当することになり、第一作『ほしのこえ』（2002年公開）の制作期間中にマネージャーとして活動を開始。制作中の映像を持ってテレビ局やDVDの会社に営業に行くが、無名の若手クリエイターの作品は扱えないということでどこも門前払いだった。そこで自社配給や自社の中でDVD事業を始めることになった。
2003年、伊藤忠からコミックス・ウェーブへ転籍。当時、本社からは戻ってくるよう言われていたが、新海をはじめとするクリエイターや自身が採用した社員を残しては行けないと思ったことや、当時、経営層や一部の株主がコミックス・ウェーブを上場させたがっていたことなどを理由に、転籍を決めた。
2007年に個人で億単位の借金をしてMBO（マネジメント・バイアウト）を行ない、コミックス・ウェーブ・フィルムとして独立。
2016年公開の『君の名は。』で制作委員会の主幹事を東宝に委託し、同社と組むことで300館を超える大規模公開を実現。それまでは宣伝・配給にも関わっていたが、この作品では東宝にすべてを託して自身は「制作会社の社長」としての役割に徹した。映画はスタジオジブリの宮崎駿監督作品『千と千尋の神隠し』以来、15年ぶりに邦画の興行収入で200億円の大台に乗る大ヒットを記録した。
2024年5月28日付でコミックス・ウェーブ・フィルムの代表取締役社長を退任し代表取締役会長に就任。
同年5月31日、コミックス・ウェーブ・フィルムがアニメ美術背景制作会社の美峰と経営改善に向けた資本提携の締結と経営参画に合意したことに伴い同社の非常勤取締役に就任。